# Omloop Het Nieuwsblad 2012
L'Omloop Het Nieuwsblad 2012 va ser la 67a edició de l'Omloop Het Nieuwsblad. Es disputà el 25 de febrer de 2012 sobre un recorregut de 200,3 km amb sortida i arribada a Gant. La cursa formava part de l'UCI Europa Tour amb una categoria 1.HC.
El vencedor fou el belga Sep Vanmarcke (Garmin-Barracuda), que s'imposà a l'esprint als seus companys d'escapada, el també belga Tom Boonen (Omega Pharma-Quick Step) i el català Joan Antoni Flecha (Team Sky), vencedor el 2010.

## Equips
L'organització convidà a prendre part en la cursa a onze equips World Tour i tretze equips continentals professionals:
- equips World Tour: AG2R La Mondiale, BMC Racing Team, FDJ-BigMat, Garmin-Barracuda, GreenEDGE, Team Katusha, Lotto-Belisol, Omega Pharma-Quick Step, Rabobank ProTeam, Team Sky, Vacansoleil-DCM
- equips continentals professionals: Accent Jobs-Willems Veranda's, Bretagne-Schuller, Cofidis, Team Europcar, Farnese Vini-Selle Italia, Landbouwkrediet-Euphony, Team NetApp, Project 1t4i, RusVelo, Saur-Sojasun, SpiderTech-C10, Topsport Vlaanderen-Baloise, Type 1-Sanofi

## Classificació final
|    | Cilista                   | Equip                         | Temps      |
| -- | ------------------------- | ----------------------------- | ---------- |
| 1  | Sep Vanmarcke (BEL)       | Garmin-Barracuda              | 4h 52' 34" |
| 2  | Tom Boonen (BEL)          | Omega Pharma-Quick Step       | m. t.      |
| 3  | Juan Antonio Flecha (CAT) | Team Sky                      | m. t.      |
| 4  | Heinrich Haussler (AUS)   | Garmin-Barracuda              | + 25"      |
| 5  | Greg Van Avermaet (BEL)   | BMC Racing Team               | + 25"      |
| 6  | Marco Marcato (ITA)       | Vacansoleil-DCM               | + 25"      |
| 7  | Lloyd Mondory (FRA)       | AG2R La Mondiale              | + 25"      |
| 8  | Matthieu Ladagnous (FRA)  | FDJ-BigMat                    | + 25"      |
| 9  | Alexandre Pichot (FRA)    | Team Europcar                 | + 25"      |
| 10 | Staf Scheirlinckx (BEL)   | Accent Jobs-Willems Veranda's | + 25"      |